# ФК Дрогеда Юнайтед
„Дрогеда Юнайтед“ (на английски: Drogheda United; на ирландски: Cumann Peile Dhroichead Átha Aontaithe) е ирландски футболен клуб от град Дроида, графство Лаут на провинция Ленстър, който се състезава в шампионата на Ейре. Домакинските си мачове играе на стадион „Териленд Парк“ с капацитет 5000 зрители.

## История
Клубът е основан след сливането на два други клуба от град Дроида: „Дрогеда Юнайтед“, основан през 1919 година и ФК „Дрогеда“, основан през 1962 година. Обединението става факт през 1975 година. От 1976 година отборът играе домакинските си срещи на стадион „Юнайтед Парк“. Първите успехи на новия клуб идват през 2005 година, когато „Дрогеда Юнайтед“ печели Купата на Ирландия. През 2006 година е спечелена Купа Сетанта.

## Успехи
- Ирландска висша лига:
  -  Шампион (1): 2007
  -  Вицешампион (1): 1982/83
- Купа на Ейре
  -  Носител  (1) 2024
  -  Финалист (2): 1971, 1976
- Купа на лигата на Ейре
  -  Носител  (2) 1983/84, 2012
- Купа Сентанта
  -  Носител  (2) 2006, 2007
- Купа на Ленстър
  -  Носител  (2) 1982/83, 1985/86
- Купа Тейлър
  -  Носител  (1) 1979/80
- Купа на президента
  -  Носител  (2) 1970/71
  -  Финалист (1): 2025
- Купа на първа дивизия:
  -  Носител  (1) 1990/91

## Европейски клубни турнири
| Сезон   | Турнир          | Кръг       | Страна | Съперник                 | Резултати               |
| ------- | --------------- | ---------- | ------ | ------------------------ | ----------------------- |
| 1983/84 | Купа на УЕФА    | 1 кръг     |        | Тотнъм Хотспър (Лондон)  | 0:6, 0:8                |
| 2006/07 | Купа на УЕФА    | 1 кв. кръг |        | ХИК (Хелзинки)           | 1:1, 1:1 – 3:1 (прод.)  |
| 2006/07 | Купа на УЕФА    | 2 кв. кръг |        | Старт (Кристиансен)      | 0:1, 1:0 – 10:11 (дуз.) |
| 2007/08 | Купа на УЕФА    | 1 кв. кръг |        | Либертас (Борго Маджоре) | 1:1, 3:0                |
| 2007/08 | Купа на УЕФА    | 2 кв. кръг |        | Хелзингборг              | 1:1, 0:3                |
| 2008/09 | Шампионска лига | 1 кв. кръг |        | Левадия (Талин)          | 2:1, 1:0                |
| 2008/09 | Шампионска лига | 2 кв. кръг |        | Динамо (Киев)            | 1:2, 2:2                |
| 2013/14 | Лига Европа     | 1 кв. кръг |        | Малмьо                   | 0:0, 0:2                |